# Camins empedrats de Cal Trist a la Bauma del Samuntà
Els Camins empedrats de Cal Trist a la Bauma del Samuntà és una obra de Súria (Bages) protegida com a Bé Cultural d'Interès Local.

## Descripció
Camí que venint des de cal Trist va resseguint la riera d'Hortons fins a arribar a les cases del Samuntà, confonent-se alguns cops amb la pròpia riera. El camí es troba, en alguns trams empedrat i, en altres, la roca mare li fa de paviment.
El camí va en direcció al nucli del Samuntà, que conserva un petit conjunt de construccions i masos que segueixen la tipologia tradicional. També dona accés a la Balma del Samuntà, jaciment arqueològic conformat per una petita cavitat de pedra on es varen localitzar restes òssies.